# Estopiñán
Estopiñán es una entidad de población española del municipio de Estopiñán del Castillo, perteneciente a la provincia de Huesca, en la comunidad autónoma de Aragón.

## Historia
Hacia mediados del siglo XIX, el lugar, por entonces con ayuntamiento propio, tenía contabilizada una población de 760 habitantes. Aparece descrito en el cuarto volumen del Diccionario geográfico-estadístico de España y Portugal de Sebastián Miñano y Bedoya con las siguientes palabras:

ESTOPIÑAN, V. S. de España, provincia de Aragon, partido de Barbastro, obispado de Lérida, A. O., 156 vecinos, 760 habit., 1 parroquia, 1 pósito. Situada en terreno montuoso, cerca del rio Cagigar, lindando con términos de Espluga, Castillon del Plan, Zurita y Saganta. Produce granos , vino, aceite, legumbres , pastos y ganados. Dista 6 leguas de Barbastro, Contribuye 10,291 15. 24 mrs.
(Miñano y Bedoya, 1826, p. 97)

El municipio de Estopiñán desapareció de cara al censo de España de 1970, al incorporarse al de Estopiñán del Castillo el 3 de noviembre de 1965.

## Demografía
| Gráfica de evolución demográfica de Estopiñán entre 1842 y 1960 |
| |
| Población de derecho según los censos de población del INE Población de hecho según los censos de población del INEEntre el censo de 1857 y el anterior, crece el término del municipio porque incorpora a Saganta y Soriana Entre el censo de 1970 y el anterior, este municipio desaparece porque se integra en el municipio Estopiñán de Castillo |